# Hanchuan
Hanchuan (chiń. upr. 汉川市; chiń. trad. 漢川市; pinyin Hànchuān Shì) – miasto na prawach powiatu w południowej części prefektury miejskiej Xiaogan w prowincji Hubei w Chińskiej Republice Ludowej. Liczba mieszkańców miasta w 2010 roku wynosiła 1015507.